# Twilight of the Innocents
Twilight of the Innocents è l'ultimo album della band nordirlandese Ash, pubblicato nel 2007.

## Tracce
1. I Started A Fire
2. You Can't Have It All
3. Blacklisted
4. Polaris
5. Palace Of Excess
6. End Of The World
7. Ritual
8. Shadows
9. Princess Six
10. Dark And Stormy
11. Shattered Glass
12. Twilight Of The Innocents

## Formazione
- Tim Wheeler - voce, chitarra
- Mark Hamilton - basso
- Rick McMurray - batteria